# Țestoasele Ninja 2 (film din 2016)
Țestoasele Ninja 2 (engleză Teenage Mutant Ninja Turtles: Out of the Shadows) este un film american cu supereroi din 2016 regizat de Dave Green și semnat de Josh Appelbaum și André Nemec. Este al șaselea film teatral cu Țestoasele Ninja și continuarea filmului Țestoasele Ninja (2014). Rolurile principale sunt interpretate de Megan Fox, Will Arnett, Laura Linney, Stephen Amell, Noel Fisher, Jeremy Howard, Pete Ploszek, Alan Ritchson, Tyler Perry, Gary Anthony Williams, Brian Tee și Sheamus. Filmul urmărește pe Țestoasele Ninja care, după înfrângerea lui Shredder, trebuie să facă față unui dușman mai mare: temutul Krang.
Fotografia principală a filmului a început pe 27 aprilie 2015 în New York City. A fost lansat pe 3 iunie 2016 de Paramount Pictures. Filmul a primit recenzii mixte în general din partea criticilor, cu unii văzându-l drept o îmbunătățire mică față de primul film. Totuși nu a fost un succes comercial ca predecesorul și a încasat doar 245 de milioane de $ la box office împotriva unui buget de 135 de milioane de $, rezultând în anularea planurilor pentru un al treilea film în favoarea unui film reboot de animație lansat pe 2 august 2023.